# チェレンク
チェレンク (英語：chelengk オスマン語: چـلنك、çelenk)は、オスマン帝国の武勲章である。

## トルコの武勲章
もとは、「ターバンに飾る勇敢さを示す羽根飾り」であったが、18世紀の終わりにオスマン帝国によって制度化され、1820年代に勲章として扱われるようになった。蕾と葉を持つ花と上部に光線を示すような飾りを付けた形状で作られた。
現在のトルコ語では、チェレンクはリースのような花の輪を指す。

## 非トルコ人への授与

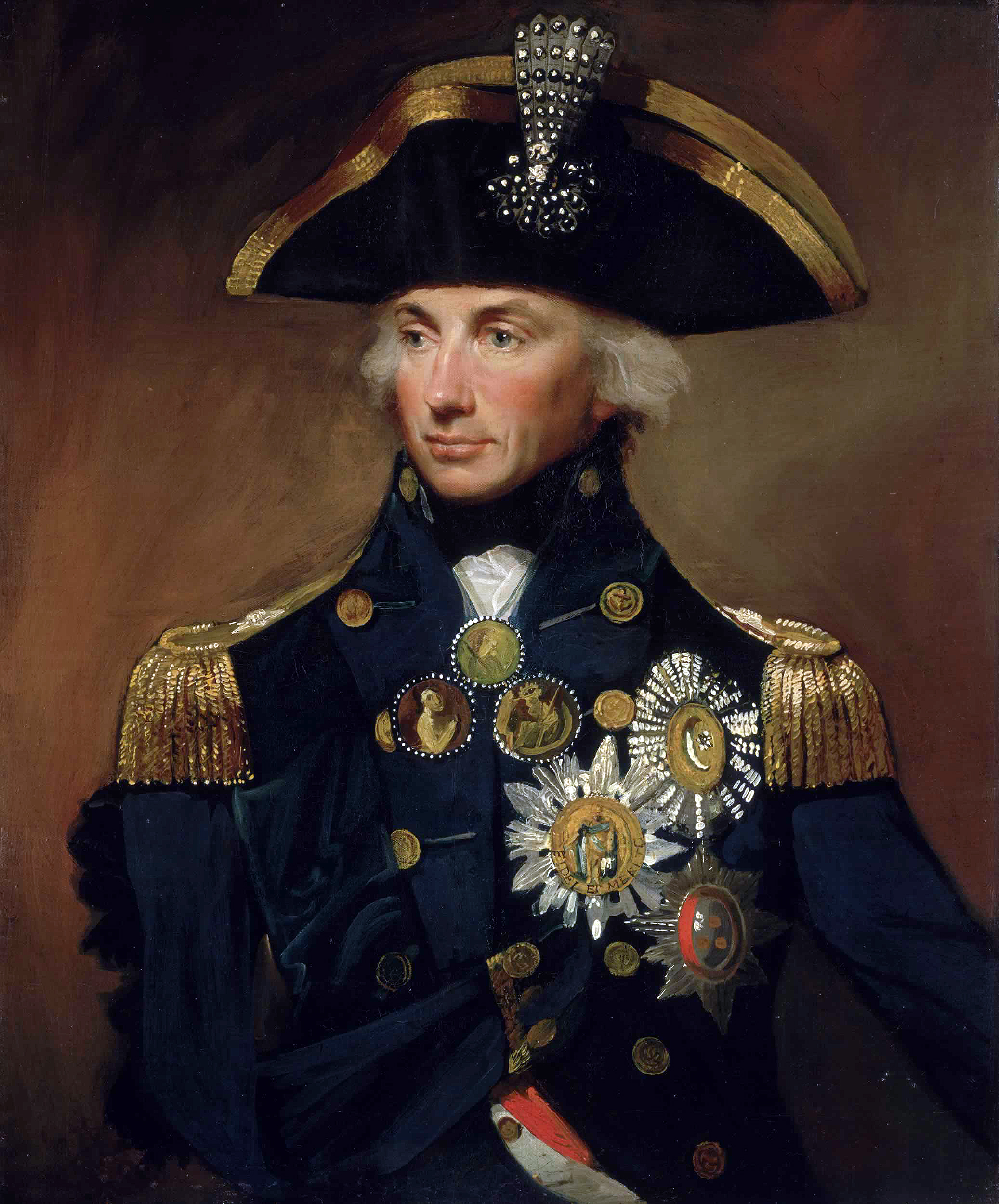
ネルソンの肖像画、三角帽子にチェレンクが付けられている。

ネルソンへの授与
1798年のナイルの海戦の戦勝に対し、特別に作られたチェレンクが皇帝セリム3世によってイギリス海軍のホレーショ・ネルソンに授与された。これは外国人に贈られた初の物である。通常は7本の光線が13本となっている。ナイルの海戦で打ち取った戦列艦13隻にあやかったもので、全体として6歳の子供の手のサイズで、光線や花などはダイヤモンドで装飾されている。
1929年に、イギリス国民の支持を受けてイギリス海軍史を研究するen:Society for Nautical Researchが購入したが、1951年に国立海洋博物館から盗難されて戻ってきていない。
フョードル・ウシャコフへの授与
1799年、セリム3世によってロシア海軍の提督フョードル・ウシャコフへ、フランス革命戦争でフランスからケルキラ島を奪取した功績をたたえ贈られた。